# Siboney (dal)
A Siboney egy 1929-ben született kubai dal, a korában világszerte ismert zeneszerző és zongorista Ernesto Lecuona szerzeménye.
A dalszövegeket is Lecuona írta, mialatt Kubától távol élt. Arról van szó a dalban, hogy az ő hazája Siboney, a dal tehát Kubára is utal. Az angol szöveget Dolly Morse írta, de többnyire azért spanyolul szokás előadni.
A dal akkor vált ismertté, amikor 1931-ben Alfredo Brito egy szimfonikus zenekarral előadta. Hamar örökzölddé vált.
...

Siboney, hív a dal, úgy hív karjaim közé.

Reggel este, hallod egyre Siboney.

Visszavár szép Havanna, ma is vár egy szép emlék...

...

## Híres felvételek
- Caterina Valente
- Olga Guillot

- Rita Montaner

- Xiomara Alfaro

- Dizzy Gillespie
- René Touzet
- Percy Faith
- Grace Moore
- Nána Múszhuri
- Rubén González
- Ernesto Lecuona
- Antonio Machini
- Placido Domingo,...

- Connie Francisnak köszönhetően a dal egy filmbe is bekerült.[2]
- Louis Armstrong és Dizzy Gillespie közösen is előadta egy régi filmfelvételen.
- Grace Moore elénekli az 1937-es When You're in Love című filmben. A dalt Nino Rota is felhasználta Federico Fellini Amarcord című filmje zenéjéhez.